# Världens dom
Världens dom (engelska: The World and His Wife) är en amerikansk drama-stumfilm från 1920. Filmen är regisserad av Robert G. Vignola, med manus skrivet av Frances Marion.
Filmen är baserad på den spanska pjäsen El gran Galeoto av José Echegaray y Eizaguirre.

## Rollista
- Montagu Love – Don Julian
- Alma Rubens – Teodora
- Gaston Glass – Ernesto
- Pedro de Cordoba – Don Severo
- Charles K. Gerrard – Don Alvarez
- Mrs. Allen Walker – Marie
- Byron Russell – Captain Wickersham
- Peter Barbierre – Don Julians vän
- Pierre Gendron – Don Alvarez vän
- Vincent Macchia – Don Alvarez vän
- James Savold – Ernestos vän
- Margaret Dale – Mercedes
- Ray Allen – Ernestos mamma